# 阿久津尚二
阿久津 尚二（あくつ しょうじ、1985年10月1日 - ）は栃木県出身で、富士通陸上競技部に所属した陸上選手。専門は長距離種目。佐野日本大学高等学校、日本大学卒業。
実兄の阿久津浩之は、日本競輪選手会群馬支部に所属する競輪選手。

## 来歴
中学時代は野球少年だったが、全国中学校駅伝大会準優勝の経験を持つ2歳上の兄である阿久津浩之の影響で、佐野日本大学高等学校進学後に本格的に陸上を始める。
大学は日本大学に進学し、チームの主軸として活躍。2年時には全日本大学駅伝7区で区間賞を獲得し、チームの優勝に貢献した。最終学年時には主将を務めた。
大学卒業後は富士通に就職。社会人1年目からニューイヤー駅伝2009のメンバーに選出され、6区区間2位の好走。チームを日清食品グループと旭化成を1秒差で抑えての劇的優勝に導いた。阿久津は2年後のニューイヤー駅伝2011でも6区を担当し区間賞を獲得したが、チームはこの大会では2年前とは反対に、トヨタ自動車との優勝争いに1秒差で敗れ、準優勝に甘んじた。
2013年6月をもって現役を引退。